# NGC 6003
NGC 6003 is een lensvormig sterrenstelsel in het sterrenbeeld Slang. Het hemelobject werd op 19 juni 1879 ontdekt door de Franse astronoom Édouard Jean-Marie Stephan.

## Synoniemen
- UGC 10048
- MCG 3-40-48
- ZWG 107.43
- ARAK 487
- NPM1G +19.0442
- PGC 56130